# Judo (film)
Pour plus de détails, voir Fiche technique et Distribution.
Judo (柔道龍虎榜, Yau doh lung fu bong) est un film hongkongais réalisé par Johnnie To, sorti en 2004. C'est un hommage au premier film d'Akira Kurosawa : La Légende du grand judo.

## Synopsis
Bo Sze-to est un ancien champion de judo qui est maintenant alcoolique. Tony et Mona essaie de lui redonner le goût du combat, alors qu'un affrontement contre Lee Kong se profile.

## Fiche technique
- Titre : Judo
- Titre original : 柔道龍虎榜, Yau doh lung fu bong
- Titre anglais :  Throw Down
- Réalisation : Johnnie To
- Scénario : Yau Nai-hoi et Yip Tin-shing
- Pays d'origine : Hong Kong
- Format : Couleurs - 2,35:1 - Dolby Digital - 35 mm
- Genre : Comédie dramatique
- Durée : 95 minutes
- Date de sortie : 2004

## Distribution
- Louis Koo : Bo Sze-to
- Aaron Kwok : Tony
- Cherrie Ying : Mona
- Tony Leung Ka-fai : Lee Kong
- Cheung Siu-fai : frère Savage
- Jordan Chan : agent de Mona
- Lo Hoi-pang : maître Cheng
- Calvin Choi : Jing
- Jack Kao : père de Mona